# Еремеев, Иван Максимович (селекционер)
Иван Максимович Еремеев (19 января 1887, Романьа не гор. Ромны?, Полтавская губерния, Российская империя — 1 февраля 1957) — российский, советский и французский селекционер растений.

## Биография
Родился 19 января 1887 года в селе Романь. Учился в Харьковском технологическом институте. В 1900-х годах принимал участие в революционном движении, за что с 1905 по 1907 годы преследовался российскими властями. Данные события вынудили Ивана Еремеева в 1907 году эмигрировать во Францию. Окончил университет в Нанси. В 1912 году эмигрировал в Югославию, где с 1912 по 1915 годы работал на Топчидерской опытной станции близ Белграда. В 1915 году вернулся в Российскую Империю, где с 1915 по 1917 год работал на Ивановской, а с 1917 по 1929 годы на Мироновской опытных станциях. В 1922 году занимает должность профессора Масловского сельскохозяйственного института селекции и семеноводства. С 1934 по 1940 годы работал в ВИРе и на Ленинградской селекционной станции. С 1945 по 1957 годы работал в Белоцерковском и Уманском сельскохозяйственных институтах. Скончался 1 февраля 1957 года.

## Научные работы
- Основные научные работы посвящены теоретическим и методическим вопросам селекции, внутривидовой гибридизации, получению чистых линий[1].
- Вывел новые сорта озимой и яровой пшениц, гречихи и зернобобовых культур.